# NGC 370
NGC 370 este o stea triplă situată în constelația Peștii. A fost descoperită în 7 octombrie 1861 de către Heinrich Louis d'Arrest. NGC 370 este probabil să fie de fapt NGC 372.